# Religió paròdica
Una religió paròdica pot ser una caricatura d'una religió, secta, qualsevol altres tipus de culte o bé d'algun dels seus aspectes.
També pot ser una ficció que adopta les formes de les religions tradicionals, i a la qual uns suposats fidels declaren adherir-s'hi.
En trobem exemples la pel·lícula La vida de Brian dels Monty Python, com també a les diferents versions irreverents dels Pastorets. Com a crítica en el segon sentit exposat, l'exemple actual més conegut és el pastafarisme.
Una paròdia de religió pot ser-ho per a moltes religions, sectes, gurus o cultes alhora. L'apariació d'Internet ha facilitat molt la difusió d'aquesta mena de paròdies de religió, que en molt pocs casos arriben a tenir una expressió presencial en la forma de cerimònies religioses, però que en canvi tenen una gran activitat virtual.
La intenció de la creació de les paròdies de religió pot ser senzillament humorística, però sovint apareixen com a crítica a certs aspectes de les religions establertes o bé com a conseqüència d'altres problemes socials. Així, el pastafarisme sorgeix amb la intenció de posar de manifest les contradiccions de l'autoanomenat creacionisme científic.

## Exemples
- Religió Jedi
- Pastafarisme
- Unicorn Rosa Invisible
- Església dels SubGenis
- Església Cal·linquista
- Sacuyismo, anomenada pels seus seguidors la religió mare de totes les religions.
- Església maradoniana, creada pels fans del futbolista Diego Armando Maradona.
- etc.